# Os Devotos do Samba
Os devotos do samba é um documentário brasileiro de curta-metragem de 2004, com roteiro, direção e produção de Maria Cláudia Oliveira. Foi realizado entre 2002 e 2004. A fotografia é de Cristiana Isidoro e Marco Galvão.
O filme tem 20 minutos de duração e conta a história de cinco dos principais blocos de carnaval de rua do Rio de Janeiro: Simpatia É Quase Amor, Suvaco do Cristo, Barbas, Bloco de Segunda e Carmelitas, além de fazer uma homenagem ao Cordão da Bola Preta.
Analisa a relação entre o surgimento destes blocos e o processo de redemocratização do Brasil, bem como sua semelhança com as procissões religiosas da cidade.
Foi premiado no concurso de curtas-metragens da RioFilme em 2002.